# Форт-Веллі (Аризона)
Форт-Веллі (англ. Fort Valley) — переписна місцевість (CDP) в США, в окрузі Коконіно штату Аризона. Населення — 1682 особи (2020).

## Географія
Форт-Веллі розташований за координатами 35°15′19″ пн. ш. 111°43′31″ зх. д. / 35.25528° пн. ш. 111.72528° зх. д. (35.255416, -111.725274).  За даними Бюро перепису населення США в 2010 році переписна місцевість мала площу 19,80 км², уся площа — суходіл.

## Демографія
Згідно з переписом 2010 року, у переписній місцевості мешкало 779 осіб у 283 домогосподарствах у складі 224 родин. Густота населення становила 39 осіб/км².  Було 371 помешкання (19/км²).
Расовий склад населення:
| - 95,1 % — білих - 1,0 % — корінних американців - 0,3 % — вихідців з тихоокеанських островів - 0,3 % — чорних або афроамериканців - 0,3 % — азіатів - 1,5 % — осіб інших рас |

До двох чи більше рас належало 1,5 %. Частка іспаномовних становила 6,8 % від усіх жителів.
За віковим діапазоном населення розподілялося таким чином: 27,0 % — особи молодші 18 років, 64,1 % — особи у віці 18—64 років, 8,9 % — особи у віці 65 років та старші. Медіана віку мешканця становила 41,4 року. На 100 осіб жіночої статі у переписній місцевості припадало 103,9 чоловіків;  на 100 жінок у віці від 18 років та старших — 97,6 чоловіків також старших 18 років.
Середній дохід на одне домашнє господарство  становив 169 508 доларів США (медіана — 111 345), а середній дохід на одну сім'ю — 182 098 доларів (медіана — 111 629). За межею бідності перебувало 9,1 % осіб, у тому числі 0,0 % дітей у віці до 18 років та 11,0 % осіб у віці 65 років та старших.
Цивільне працевлаштоване населення становило 466 осіб. Основні галузі зайнятості: науковці, спеціалісти, менеджери — 23,2 %, виробництво — 22,3 %, освіта, охорона здоров'я та соціальна допомога — 22,1 %.